# The Challenger
The Callenger is een Amerikaanse dramafilm uit 2015, geregisseerd door Kent Moran. De opnames begonnen in januari 2012 in de The Bronx. De film ging in première op 26 maart 2015 op het Gasparilla International Film Festival in Tampabaai.

## Verhaal
Als automonteur en voormalig bokser Jaden samen zijn moeder uit hun woning worden gezet, oefent hij zijn oude beroep weer uit. Samen met de legendarische coach Duane knokt hij zich er weer boven op om zijn familie een beter toekomst te geven.

## Rolverdeling
| Acteur                | Personage |
| --------------------- | --------- |
| Kent Moran            | Jaden     |
| Michael Clarke Duncan | Duane     |
| S. Epatha Merkerson   | Jada      |
| Justin Hartley        | James     |